# Dambulla Sixers
Le Dambulla Sixers est une équipe professionnelle sri lankaise de cricket masculin qui joue dans la Lanka Premier League. Le club est basé à Dambulla,.

## Historique du nom
| Nom             | Ans           |
| --------------- | ------------- |
| Dambulla Viking | 2020          |
| Dambulla Giants | 2021          |
| Dambulla Aura   | 2022          |
| Dambulla Sixers | 2024-en cours |